# JoJo Starbuck
Alicia Jo „JoJo“ Starbuck (* 14. Februar 1951 in Birmingham, Alabama) ist eine ehemalige US-amerikanische Eiskunstläuferin, die im Paarlauf startete.
Starbucks Eiskunstlaufpartner war Kenneth Shelley. Schon 1959 liefen die beiden zum ersten Mal miteinander in einer Show. 1961 begannen sie bei Trainer John Nicks professionell zu trainieren. In den Jahren 1970 bis 1972 wurden Starbuck und Shelley US-Meister. Sie nahmen im Zeitraum von 1968 bis 1972 an Weltmeisterschaften teil. Bei den Weltmeisterschaften 1971 in Lyon und 1972 in Calgary gewannen sie jeweils Bronze hinter den beiden sowjetischen Paaren Irina Rodnina und Alexei Ulanow sowie Ljudmila Smirnowa und Andrei Suraikin. Shelley und Starbuck bestritten zwei Olympische Spiele. 1968 in Grenoble, wo sie den 13. Platz belegten, waren sie die jüngsten Athleten, die die USA jemals zu Olympischen Spielen geschickt hatten. 1972 in Sapporo verpassten sie als Vierte eine Medaille.
Nach Beendigung ihrer Karriere tourten Starbuck und Shelley mit der Eisrevue Ice Capades. Sie begann später als Trainerin und Choreografin zu arbeiten und betätigte sich auch kurzzeitig als Schauspielerin. Starbuck war von 1975 bis 1983 mit dem Footballspieler Terry Bradshaw verheiratet.

## Ergebnisse

### Paarlauf
(mit Kenneth Shelley)
| Wettbewerb / Jahr                | 1968 | 1969 | 1970 | 1971 | 1972 |
| -------------------------------- | ---- | ---- | ---- | ---- | ---- |
| Olympische Winterspiele          | 13.  |      |      |      | 4.   |
| Weltmeisterschaften              | 11.  | 6.   | 5.   | 3.   | 3.   |
| US-amerikanische Meisterschaften | 3.   | 2.   | 1.   | 1.   | 1.   |